# West Scotland
| West Scotland |
| --- |
| West Scotland |
| Gebildet |
| 1999 |
| Regionen |
| Argyll and Bute (Teile) East Dunbartonshire (Teile) East Renfrewshire Inverclyde North Ayrshire (Teile) Renfrewshire (Teile) West Dunbartonshire |
| Sitze |
| Scottish National Party: 8 Labour Party: 4 Conservative Party: 4 Scottish Green: 1                                                               |

West Scotland ist eine der acht schottischen Wahlregionen zur Wahl des Schottischen Parlaments. Sie wurde auf Grundlage des Scotland Act von 1998 unter Bezeichnung West of Scotland geschaffen. Im Zuge der Revision der Wahlregionen im Jahre 2011 fand eine Umbenennung in West Scotland statt, wobei die Außengrenzen nur geringfügig verändert wurden. Hingegen wurden die Wahlkreise neu zugeschnitten und ihre Anzahl von neun auf zehn erhöht. West Scotland umfasst Gebiete der Council Areas Argyll and Bute, East Dunbartonshire, East Renfrewshire, Inverclyde, North Ayrshire, Renfrewshire sowie West Dunbartonshire im Westen Schottlands. Die ersten Wahlen fanden im Rahmen der Parlamentswahl vom 6. Mai 1999 statt.
An die Region West Scotland grenzen im Uhrzeigersinn und im Norden beginnend die Regionen Highlands and Islands, Mid Scotland and Fife, Central Scotland, Glasgow und South Scotland an.

## Geographische Aufteilung
Unter der Region West of Scotland waren neun Wahlkreise zusammengefasst. Die Wahlkreise entsprachen bezüglich Benennung und Zuschnitt den Wahlkreisen zum Britischen Parlament. Jeder Wahlkreise stellt einen nach dem Mehrheitswahlrecht bestimmten Repräsentanten. Außerdem werden sieben Additional Members gewählt. Im Zuge der Revision der Wahlkreise im Jahre 2011 wurden die Wahlkreise neu zugeschnitten und die Anzahl von neun auf zehn erhöht.

### 1999–2011
| Wahlkreis | Karte            | Region           |
| --- | ---------------- | ---------------- |
| 1. Clydebank and Milngavie 2. Cunninghame North 3. Dumbarton 4. Eastwood 5. Greenock and Inverclyde 6. Paisley North 7. Paisley South 8. Strathkelvin and Bearsden 9. West Renfrewshire | West of Scotland | West of Scotland |

### 2011–
| Wahlkreis | Karte         | Region        |
| --- | ------------- | ------------- |
| 1. Clydebank and Milngavie 2. Cunninghame North 3. Cunninghame South 4. Dumbarton 5. Eastwood 6. Greenock and Inverclyde 7. Paisley 8. Renfrewshire North and West 9. Renfrewshire South 10. Strathkelvin and Bearsden | West Scotland | West Scotland |

## Wahlergebnisse

### Parlamentswahl 1999
| Ergebnisse der Parlamentswahl 1999 | Ergebnisse der Parlamentswahl 1999 | Ergebnisse der Parlamentswahl 1999 | Ergebnisse der Parlamentswahl 1999 | Ergebnisse der Parlamentswahl 1999 |
| Partei                             | Stimmen                            | %                                  | Sitze                              | Add. Member                        |
| ---------------------------------- | ---------------------------------- | ---------------------------------- | ---------------------------------- | ---------------------------------- |
| Labour Party                       | 119.663                            | 38,5                               | 9                                  | 0                                  |
| Scottish National Party            | 80.417                             | 25,9                               | 0                                  | 4                                  |
| Conservative Party                 | 48.666                             | 15,7                               | 0                                  | 2                                  |
| Liberal Democrats                  | 34.095                             | 11,0                               | 0                                  | 1                                  |
| Scottish Green                     | 8174                               | 2,6                                | 0                                  | 0                                  |
| Socialist                          | 5944                               | 1,9                                | 0                                  | 0                                  |
| Socialist Labour                   | 4472                               | 1,4                                | 0                                  | 0                                  |
| Sonstige                           | 8982                               | 2,9                                | 0                                  | 0                                  |

| Mandate                   | Mandate           | Mandate |
| Wahlkreis                 | Gewählt           | Partei  |
| ------------------------- | ----------------- | ------- |
| Clydebank and Milngavie   | Des McNulty       | Labour  |
| Cunninghame North         | Allan Wilson      | Labour  |
| Dumbarton                 | Jackie Baillie    | Labour  |
| Eastwood                  | Kenneth Macintosh | Labour  |
| Greenock and Inverclyde   | Duncan McNeil     | Labour  |
| Paisley North             | Wendy Alexander   | Labour  |
| Paisley South             | Hugh Henry        | Labour  |
| Strathkelvin and Bearsden | Sam Galbraith     | Labour  |
| West Renfrewshire         | Patricia Godman   | Labour  |

| Additional Members | Additional Members                                   |
| Partei             | Name                                                 |
| ------------------ | ---------------------------------------------------- |
| SNP                | Colin Campbell Kay Ullrich Lloyd Quinan Fiona McLeod |
| Conservative       | Annabel Goldie John Young                            |
| Liberal Democrats  | Ross Finnie                                          |

### Parlamentswahl 2003
| Ergebnisse der Parlamentswahl 2003 | Ergebnisse der Parlamentswahl 2003 | Ergebnisse der Parlamentswahl 2003 | Ergebnisse der Parlamentswahl 2003 | Ergebnisse der Parlamentswahl 2003 | Ergebnisse der Parlamentswahl 2003 | Ergebnisse der Parlamentswahl 2003 | Ergebnisse der Parlamentswahl 2003 |
| Partei                             | Stimmen                            | %                                  | ±                                  | Sitze                              | ±                                  | Add. Member                        | ±                                  |
| ---------------------------------- | ---------------------------------- | ---------------------------------- | ---------------------------------- | ---------------------------------- | ---------------------------------- | ---------------------------------- | ---------------------------------- |
| Labour Party                       | 83.931                             | 32,6                               | −5,9                               | 8                                  | −1                                 | 0                                  | 0                                  |
| Scottish National Party            | 40.387                             | 19,6                               | −6,3                               | 0                                  | 0                                  | 3                                  | −1                                 |
| Conservative Party                 | 40.261                             | 15,7                               | ±0,0                               | 0                                  | 0                                  | 2                                  | 0                                  |
| Liberal Democrats                  | 31.580                             | 12,3                               | +1,3                               | 0                                  | 0                                  | 1                                  | 0                                  |
| Socialist                          | 18.519                             | 7,2                                | +5,3                               | 0                                  | 0                                  | 1                                  | +1                                 |
| Scottish Green Party               | 14.544                             | 5,7                                | +3,1                               | 0                                  | 0                                  | 0                                  | 0                                  |
| Scottish Senior Citizens           | 7100                               | 2,8                                | +2,8                               | 0                                  | 0                                  | 0                                  | 0                                  |
| Sonstige                           | 10782                              | 4,1                                | +1,2                               | 1                                  | +1                                 | 0                                  | 0                                  |

| Mandate                   | Mandate           | Mandate   |
| Wahlkreis                 | Gewählt           | Partei    |
| ------------------------- | ----------------- | --------- |
| Clydebank and Milngavie   | Des McNulty       | Labour    |
| Cunninghame North         | Allan Wilson      | Labour    |
| Dumbarton                 | Jackie Baillie    | Labour    |
| Eastwood                  | Kenneth Macintosh | Labour    |
| Greenock and Inverclyde   | Duncan McNeil     | Labour    |
| Paisley North             | Wendy Alexander   | Labour    |
| Paisley South             | Hugh Henry        | Labour    |
| Strathkelvin and Bearsden | Jean Turner       | Parteilos |
| West Renfrewshire         | Patricia Godman   | Labour    |

| Additional Members | Additional Members                          |
| Partei             | Name                                        |
| ------------------ | ------------------------------------------- |
| SNP                | Campbell Martin Bruce McFee Stewart Maxwell |
| Conservative       | Annabel Goldie Murray Tosh                  |
| Liberal Democrats  | Ross Finnie                                 |
| Scottish Socialist | Frances Curran                              |

### Parlamentswahl 2007
| Ergebnisse der Parlamentswahl 2007 | Ergebnisse der Parlamentswahl 2007 | Ergebnisse der Parlamentswahl 2007 | Ergebnisse der Parlamentswahl 2007 | Ergebnisse der Parlamentswahl 2007 | Ergebnisse der Parlamentswahl 2007 | Ergebnisse der Parlamentswahl 2007 | Ergebnisse der Parlamentswahl 2007 |
| Partei                             | Stimmen                            | %                                  | ±                                  | Sitze                              | ±                                  | Add. Member                        | ±                                  |
| ---------------------------------- | ---------------------------------- | ---------------------------------- | ---------------------------------- | ---------------------------------- | ---------------------------------- | ---------------------------------- | ---------------------------------- |
| Labour Party                       | 91.725                             | 34,2                               | +1,6                               | 8                                  | 0                                  | 0                                  | 0                                  |
| Scottish National Party            | 75.953                             | 28,3                               | +8,7                               | 1                                  | +1                                 | 4                                  | +1                                 |
| Conservative Party                 | 40.637                             | 15,2                               | −1,6                               | 0                                  | 0                                  | 2                                  | 0                                  |
| Liberal Democrats                  | 22.515                             | 8,4                                | −3,9                               | 0                                  | 0                                  | 1                                  | 0                                  |
| Scottish Green Party               | 8152                               | 3,0                                | −2,7                               | 0                                  | 0                                  | 0                                  | 0                                  |
| Scottish Senior Citizens           | 5231                               | 2,0                                | −0,8                               | 0                                  | 0                                  | 0                                  | 0                                  |
| Solidarity                         | 4774                               | 1,8                                | +1,8                               | 0                                  | 0                                  | 0                                  | 0                                  |
| Sonstige                           | 14.991                             | 7,1                                | +3,0                               | 0                                  | −1                                 | 0                                  | −1                                 |

| Mandate                   | Mandate           | Mandate |
| Wahlkreis                 | Gewählt           | Partei  |
| ------------------------- | ----------------- | ------- |
| Clydebank and Milngavie   | Des McNulty       | Labour  |
| Cunninghame North         | Kenneth Gibson    | SNP     |
| Dumbarton                 | Jackie Baillie    | Labour  |
| Eastwood                  | Kenneth Macintosh | Labour  |
| Greenock and Inverclyde   | Duncan McNeil     | Labour  |
| Paisley North             | Wendy Alexander   | Labour  |
| Paisley South             | Hugh Henry        | Labour  |
| Strathkelvin and Bearsden | David Whitton     | Labour  |
| West Renfrewshire         | Patricia Godman   | Labour  |

| Additional Members | Additional Members                                       |
| Partei             | Name                                                     |
| ------------------ | -------------------------------------------------------- |
| SNP                | Stewart Maxwell Stuart McMillan Gil Paterson Bill Wilson |
| Conservative       | Annabel Goldie Jackson Carlaw                            |
| Liberal Democrats  | Ross Finnie                                              |

### Parlamentswahl 2011
| Ergebnisse der Parlamentswahl 2011 | Ergebnisse der Parlamentswahl 2011 | Ergebnisse der Parlamentswahl 2011 | Ergebnisse der Parlamentswahl 2011 | Ergebnisse der Parlamentswahl 2011 | Ergebnisse der Parlamentswahl 2011 | Ergebnisse der Parlamentswahl 2011 | Ergebnisse der Parlamentswahl 2011 |
| Partei                             | Stimmen                            | %                                  | ±                                  | Sitze                              | ±                                  | Add. Member                        | ±                                  |
| ---------------------------------- | ---------------------------------- | ---------------------------------- | ---------------------------------- | ---------------------------------- | ---------------------------------- | ---------------------------------- | ---------------------------------- |
| Scottish National Party            | 117.306                            | 41,9                               | +13,8                              | 6                                  | +5                                 | 2                                  | −2                                 |
| Labour Party                       | 92.530                             | 33,1                               | −1,1                               | 4                                  | −4                                 | 3                                  | +3                                 |
| Conservative Party                 | 35.995                             | 12,9                               | −2,3                               | 0                                  | 0                                  | 2                                  | 0                                  |
| Liberal Democrats                  | 9148                               | 3,3                                | −5,1                               | 0                                  | 0                                  | 0                                  | −1                                 |
| Scottish Green Party               | 8414                               | 3,0                                | 0,0                                | 0                                  | 0                                  | 0                                  | 0                                  |
| Scottish Senior Citizens           | 4771                               | 1,7                                | −0,3                               | 0                                  | 0                                  | 0                                  | 0                                  |
| Sonstige                           | 11.700                             | 4,2                                | −2,9                               | 0                                  | 0                                  | 0                                  | 0                                  |

| Mandate                     | Mandate           | Mandate |
| Wahlkreis                   | Gewählt           | Partei  |
| --------------------------- | ----------------- | ------- |
| Clydebank and Milngavie     | Gil Paterson      | SNP     |
| Cunninghame North           | Kenneth Gibson    | SNP     |
| Cunninghame South           | Margaret Burgess  | SNP     |
| Dumbarton                   | Jackie Baillie    | Labour  |
| Eastwood                    | Kenneth Macintosh | Labour  |
| Greenock and Inverclyde     | Duncan McNeil     | Labour  |
| Paisley                     | George Adam       | SNP     |
| Renfrewshire North and West | Derek Mackay      | SNP     |
| Renfrewshire South          | Hugh Henry        | Labour  |
| Strathkelvin and Bearsden   | Fiona McLeod      | SNP     |

| Additional Members | Additional Members                     |
| Partei             | Name                                   |
| ------------------ | -------------------------------------- |
| Labour             | Mary Fee Neil Bibby Margaret McDougall |
| SNP                | Stewart Maxwell Stuart McMillan        |
| Conservative       | Jackson Carlaw Annabel Goldie          |

### Parlamentswahl 2016
| Ergebnisse der Parlamentswahl 2016 | Ergebnisse der Parlamentswahl 2016 | Ergebnisse der Parlamentswahl 2016 | Ergebnisse der Parlamentswahl 2016 | Ergebnisse der Parlamentswahl 2016 | Ergebnisse der Parlamentswahl 2016 | Ergebnisse der Parlamentswahl 2016 | Ergebnisse der Parlamentswahl 2016 |
| Partei                             | Stimmen                            | %                                  | ±                                  | Sitze                              | ±                                  | Add. Member                        | ±                                  |
| ---------------------------------- | ---------------------------------- | ---------------------------------- | ---------------------------------- | ---------------------------------- | ---------------------------------- | ---------------------------------- | ---------------------------------- |
| Scottish National Party            | 135.827                            | 42,2                               | +0,3                               | 8                                  | +2                                 | 0                                  | −2                                 |
| Labour Party                       | 72.544                             | 22,5                               | −10,6                              | 1                                  | −3                                 | 3                                  | 0                                  |
| Conservative Party                 | 71.528                             | 22,2                               | +9,3                               | 1                                  | +1                                 | 3                                  | +1                                 |
| Scottish Green Party               | 17.218                             | 5,3                                | +2,3                               | 0                                  | 0                                  | 1                                  | +1                                 |
| Liberal Democrats                  | 12.097                             | 3,8                                | +0,5                               | 0                                  | 0                                  | 0                                  | 0                                  |
| UKIP                               | 5856                               | 1,8                                | +1,1                               | 0                                  | 0                                  | 0                                  | 0                                  |
| Solidarity                         | 2609                               | 0,8                                | +0,7                               | 0                                  | 0                                  | 0                                  | 0                                  |
| Christian                          | 2391                               | 0,7                                | −0,1                               | 0                                  | 0                                  | 0                                  | 0                                  |
| RISE                               | 1522                               | 0,5                                | +0,5                               | 0                                  | 0                                  | 0                                  | 0                                  |
| Libertarian                        | 484                                | 0,2                                | +0,2                               | 0                                  | 0                                  | 0                                  | 0                                  |

| Mandate                     | Mandate         | Mandate      |
| Wahlkreis                   | Gewählt         | Partei       |
| --------------------------- | --------------- | ------------ |
| Clydebank and Milngavie     | Gil Paterson    | SNP          |
| Cunninghame North           | Kenneth Gibson  | SNP          |
| Cunninghame South           | Ruth Maguire    | SNP          |
| Dumbarton                   | Jackie Baillie  | Labour       |
| Eastwood                    | Jackson Carlaw  | Conservative |
| Greenock and Inverclyde     | Stuart McMillan | SNP          |
| Paisley                     | George Adam     | SNP          |
| Renfrewshire North and West | Derek Mackay    | SNP          |
| Renfrewshire South          | Tom Arthur      | SNP          |
| Strathkelvin and Bearsden   | Rona Mackay     | SNP          |

| Additional Members | Additional Members                        |
| Partei             | Name                                      |
| ------------------ | ----------------------------------------- |
| Labour             | Mary Fee Neil Bibby Ken Macintosh         |
| Conservative       | Jamie Greene Maurice Golden Maurice Corry |
| Green              | Ross Greer                                |